# 尤加涅茨
尤加涅茨（羅馬化：Yuganets）是俄罗斯下诺夫哥罗德州的市级镇，属沃洛达尔斯克区，地处下诺夫哥罗德州西部，位于区行政中心沃洛达尔斯克东北、州府下诺夫哥罗德西偏南方。
该地2021年人口有2,685人；2010年人口2,923；2002年人口3,042；1989年人口3,494。